# Ægholm
Ægholm är en liten ö i Danmark. Den ligger utanför Bågø i Region Själland, i den sydöstra delen av landet, 70 km söder om huvudstaden Köpenhamn.  Närmaste större samhälle är Stege, 10,5 km söder om Ægholm.
Ægholm är ett fågelskyddsområde med tillträdesförbud som ägs av Fugleværnsfonden.